# Чакијева невеста
Дечије игре 4: Чакијева невеста (енгл. Bride of Chucky) амерички је хорор филм из 1998. године, у режији Ронија Јуа и по сценарију Дона Мансинија. Главне улоге тумаче: Џенифер Тили, Бред Дуриф, Кетрин Хајгл и Ник Стабил. Представља директан наставак филма Дечије игре 3.
Филм је остварио велики успех и постао комерцијално најуспешнији у читавом серијалу. Критике су углавном биле позитивне и филм се данас најчешће сврстава међу најбоље наставке у франшизи. За разлику од претходна три дела, Чакијева невеста има знатно израженији хумористички приступ са елементима метафикције. Такође, овога пута централни лик филма није Енди Баркли, већ се радња фокусира на Чакијевом односу са Тифани.
Чакијева невеста је била номинована за Награду Сатурн за најбољи хорор филм, док је Џенифер Тили за улогу Тифани добила номинацију за најбољу глумицу, а Дон Мансини за најбољег сценаристу.
Шест година касније снимљен је директан наставак под насловом Дечије игре 5: Чакијево семе.

## Радња
Месец дана након догађаја из трећег дела, Тифани Валентајн, бивша љубавница и саучесница серијског убице Чарлса Лија Реја, подмићује полицијског службеника како би јој дао делове раскомадане лутке за којуе се верује да је била поседнута Чакијевом душом. Након што јој полицајац донесе делове лутке, Тифани га убија и бежи са места злочина.
Она потом склопи луткине делове и помоћу вуду ритуала успева да призове Чакијеву душу, која поново запоседне исту лутку. Ствари се, међутим, не одвијају онако како је Тифани желела... Чаки је убија како би пребацио и њену душу у тело лутке и тако добио своју невесту. Пошто ни Тифани ни Чаки не желе да остану у телу лутака, крећу на пут за Хакенсак, где је сахрањено Чакијево тело. Он претпоставља да је ту закопана и магична амајлија у облику медаљона, која им може помоћи да се врате у људско тело.

## Улоге
| Глумац              | Улога                             |
| ------------------- | --------------------------------- |
| Џенифер Тили        | Тифани Валентајн                  |
| Бред Дуриф          | Чарлс Ли Реј „Чаки”               |
| Кетрин Хајгл        | Џејд Кинкејд                      |
| Ник Стабил          | Џеси Милер                        |
| Џон Ритер           | Ворен Кинкејд                     |
| Алексис Аркет       | Хауард Фицвотер / Дејмијен Бејлок |
| Горгон Мајкл Вулвет | Дејвид Колинс                     |
| Лоренс Дејн         | поручник Престон                  |
| Бен Бас             | поручник Елис                     |
| Мајкл Луис Џонсон   | полицајац Нортон                  |
| Џејмс Галандерс     | Рас                               |
| Џенет Кидер         | Дајана                            |
| Винс Кораца         | полицајац Роберт Бали             |
| Кети Наџими         | собарица у мотелу                 |

## Занимљивости
Филм даје омаж бројним култним хорор филмовима, па се тако на самом почетку могу видети: рукавица Фредија Кругера из Страве у Улици брестова, маска Џејсона Ворхиса из Петка тринаестог, маска Мајкла Мајерса из Ноћи вештица и Ледерфејсова моторна тестера из Тексашког масакра моторном тестером.
Поједине сцене у филму јасно алудирају на Пинхеда из Господара пакла. Постер филма је инспирисан постером Вриска 2, који је изашао годину дана раније. Сам наслов инспирисан је Франкенштајновом невестом из 1935. Осим тога, непосредно пре него што је Чаки убије у кади, Тифани на ТВ-у гледа сцену из филма у којој Франкенштајново чудовиште упознаје своју невесту.